# La Croupte
La Croupte és un antic municipi francès situat al departament de Calvados i a la regió de Normandia. L'any 2018 tenia 116 habitants. Des del 1r de gener de 2016 es va integrar en el municipi nou de Livarot-Pays-d'Auge com a municipi delegat. En reunir vint-i-dos antics municipis, el municipi nou és el més gros de tots els municipis nous de França.

## Demografia
El 2007 la població de fet de La Croupte era de 117 persones. Hi havia 42 famílies i 62 habitatges.
La població ha evolucionat segons el següent gràfic:
Habitants censats

## Economia
El 2007 la població en edat de treballar era de 69 persones, 48 eren actives i 21 eren inactives. Hi havia una empresa de transport, una empresa financera i una entitat de l'administració pública.
L'any 2000 a La Croupte hi havia vuit explotacions agrícoles.